# Ocnophila pedestris
Ocnophila pedestris är en insektsart som beskrevs av Brunner von Wattenwyl 1907. Ocnophila pedestris ingår i släktet Ocnophila och familjen Diapheromeridae. Inga underarter finns listade i Catalogue of Life.